# Ruta nacional PE-5
La ruta nacional PE-5 (PE-5) è una via che attraversa il Perù da nord a sud e costeggia la selva amazzonica e per tali motivi è anche detta Carretera Longitudinal de la Selva.
La strada non è stata ancora completata in alcuni punti, ma dovrebbe mettere in comunicazione Río Canchis (alla frontiera con l'Ecuador) con Puerto Pardo (alla frontiera con la Bolivia.
Il tratto mancante è Puerto Prado (Junín)-Camisea (Apurímac)-Puerto Pardo (Madre de Dios)
Nei pressi di La Merced interseca la Carretera Central, importante via di collegamento della capitale Lima con le zone interne del Perù.
La PE-5 passa per le città di (ordine nord-sud):
- San Ignacio
- Jaén
- Bagua Grande
- Moyobamba
- Tarapoto
- Tocache
- Tingo María
- Puerto Ocopa
- Camisea (tratto in costruzione)
- Boca Manu (tratto in costruzione)
- Puerto Pardo (tratto in costruzione)